# Стівен Гендрі
Сті́вен Ге́ндрі (англ. Stephen Gordon Hendry) MBE (нар. 13 січня 1969 року) — видатний шотландський колишній професіональний гравець у снукер.
Семиразовий чемпіон світу (1990, 1992—1996, 1999). Найтитулованіший гравець за всю історію снукеру — 36 перемог у рейтингових турнірах. У дев'яти сезонах (з них 8 сезонів поспіль) посідав перший рядок світового рейтингу. Багато фахівців називають його найкращим снукеристом сучасності[джерело?].
1994 року Стівена Гендрі нагороджено Орденом Британської імперії.

## Біографія й кар'єра
Народився в Единбурзі, став відомим у Файфі, де закінчив Inverkeithing High School — одну із давніх шкіл Великої Британії. Зараз Стівен мешкає в маленькому місті Охтерадер із дружиною Менді, а також синами Блейном (1996 р.н.) і Картером (2004 р.н.).
На думку багатьох, стати найкращим гравцем за всю історію гри в снукер Стівену Гендрі вдалося, встановивши всі рекорди: за кількістю титулів, сенчурі-брейків і, звичайно, за сумою призових. Його сім титулів чемпіона світу поступаються тільки Джо й Фреду Девісам, але їх перемоги було завойовано, коли снукер був грою для вузького кола. Можливо, були ті, хто мав кращий поттінг або грав акуратніше, і сам Стівен визнавав, що дехто має більший природний талант, але ніхто не зміг бути найкращим гравцем протягом стількох сезонів. Насправді талант Стівена Гендрі величезний і незаперечний. Стівена не визнали найталановитішим гравцем тому, що він непопулярний у світі снукеру. Його гра така, що захоплюватися нею можуть тільки такі ж великі майстри або фахівці, а для публіки Стівен не грав ніколи. Він виграв сім чемпіонських титулів і, хоча його суперники були тоді дуже сильні, Гендрі утримував корону чемпіона світу протягом 5 років. Принципово можливі докори у бік Гендрі із приводу в'язкості його гри компенсуються його фантастичною витримкою — Стівен завжди вмів не тільки вигравати, але й програвати. Так само як Стів Девіс домінував у 1980-х, 1990-і роки належали Стівену. У те десятиліття він виграв 28 рейтингових турнірів і одержав величезну кількість інших перемог. Як і в Девіса, його домінування було таким, що безліч суперників зазнавали поразки перш, ніж підходили до столу. Гендрі вигравав від 2 до 4 турнірів за сезон протягом 10 років, до того ж, тоді проводилося від 12 до 16 турнірів. Однак його домінування визначалося великою кількістю чемпіонських титулів.

### Рання кар'єра (1981—1985)
Шотландії довелося довго чекати, аби з'явився справді добрий гравець. Були один чи два гравці, хто зміг увійти до 32 найкращих[джерело?], але жодного, хто зміг би вигравати рейтингові турніри, більше того - чемпіонати світу, із часів Волтера Дональдсона у 1950-х. Всі[хто?] були дуже раді появі 14-річного юнака, що виграв 1983 року національну першість серед гравців, молодших 16 років, і з'явився на турнірі Junior Pot Black ледь здатний дотягтися до кулі поперек столу. У 15 років він став чемпіоном Шотландії серед аматорів і наймолодшим учасником чемпіонату світу серед аматорів. 1985 року, у віці 16 років захистивши титул чемпіона Шотландії й отримавши професійну ліцензію, він став наймолодшим гравцем-професіоналом в історії снукеру.

### Початок професійної кар'єри (1986—1988)
У свій перший професійний сезон 1985/86 він дійшов до 1/16 фіналу на турнірі Mercantile Credit Classic і в завзятій боротьбі поступився Віллі Торну у першому раунді чемпіонату світу у Крусіблі. Після того, як він став наймолодшим чемпіоном Шотландії серед професіоналів, він завершив сезон на півшляху до вершини рейтингу — на 51 місці, але фахівці вже його відзначили.
У наступному сезоні він дійшов до чвертьфіналу турніру гран-прі і півфіналу турніру Mercantile Credit Classic. На чемпіонаті світу у вирішальній партії у чвертьфіналі він поступився майбутньому переможцеві, Джо Джонсону. Він виграв фінал турніру World Doubles у парі з Майком Галлеттом, зберіг звання чемпіона Шотландії серед професіоналів і посів 23 рядок світового рейтингу. Уже тоді професіонали дивувалися надзвичайно сильній грі юнака, якому ледь виповнилось 18 років.
Ян Дойл, шотландський бізнесмен, помітивши потенціал Стівена, почав фінансувати його вже тоді. Це партнерство стало основою тієї імперії сучасного снукеру, що контролює сьогодні більшість гравців, що входять в еліту. Стівен уже розглядався як спадкоємець Стіва Девіса, але в турнірних матчах, що відбулися між ними, майстер дав молодому претендентові серйозний урок. Це, однак, додало Стівену впевненості в собі й, в остаточному підсумку, допомогло усвідомити можливість стати таким же, якщо не кращим за Девіса. Це були часи надзвичайної популярності снукеру в Британії. Тоді молодому Гендрі повністю дали розкрити його талант — з 15 турнірів молодий гравець мав півфінали, чвертьфінали й навіть деякі перемоги.
Його третій професійний сезон дав йому перші рейтингові титули: Grand Prix і British Open. Він також виграв Australian Masters, третє звання чемпіона Шотландії серед професіоналів і, знову з Майком Галлеттом, World Doubles, і завершив сезон під четвертим номером у рейтингу. Тепер уже кожен зрозумів, що Стівен був особливим. 
 Він не зміг виграти чемпіонський титул у сезоні 1988/89, його досягненнями в рейтингових турнірах стали друге місце у Великій Британії, також він виграв свої перші титули Мастерс в Уемблі і в Новій Зеландії. Незважаючи на нестачу рейтингових перемог, він став третім. Після цього сезону він став перемагати на багатьох рейтингових турнірах.

### Період розквіту (1989—1999)
У сезоні 1989/90 він виграв чемпіонат Великої Британії, Dubai Classic і Asian Open на додачу до Scottish і Wembley Masters і прибув до Шеффілда як фаворит, щоб уперше взяти світову корону. У довгій і завзятій боротьбі він переграв Джиммі Вайта у фіналі й уже у віці 21 року зібрав всі головні титули й призи. Перший номер рейтингу дістався йому по праву. У сезоні 1990/91, хоча він не зміг захистити звання чемпіона світу, Гендрі виграв п'ять наступних турнірів, встановивши рекорд перемог в одному сезоні. До того ж він зберіг звання переможця турнірів Мастерс і Scottish Masters і лише на двох турнірах програв у чвертьфіналах.
Звання чемпіона світу було повернено 1992 року разом із перемогами на Grand Prix і Welsh Open, також як і на шести інших турнірах, включаючи четвертий поспіль титул B&H, яких у нього стало п'ять. Відтоді положенню Стівена поступово почало загрожувати нове покоління молодих гравців, включаючи Ронні О'Саллівана, Джона Гіггінса і Марка Вільямса, але він продовжував вигравати по три рейтингових турніри на рік і перемагати всіх претендентів на світову корону в Шеффілді. Його заслуги були оцінені королевою, яка нагородила його званням MBE.
Однак загроза зриву його довгого чемпіонства поступово почала втілюватись у реальність. 1993 року він був переможений найперспективнішим гравцем, Ронні О'Салліваном, у фіналі чемпіонату Великої Британії (6:10). Ронні ще не виповнилося вісімнадцяти років, а він вже переміг людину, що, здавалося, стане абсолютно непереможною. У фіналі British Open 1993 Гендрі відігрався в О'Саллівана, але стало зрозуміло, що із цим майстром він буде грати нарівні ще довго, а про абсолютну перевагу мова взагалі не йде.
У сезоні 1993/94 він зазнав перших поразок від Джона Гіггінса й Марка Вільямса. Стівен змушений був спостерігати, як Гіггінс і О'Салліван ділять між собою титул чемпіона British Open. Так Гіггінс встановив новий рекорд снукеру — виграв 3 рейтингових турніри до того, як йому виповнилося 20 років. Але світову корону Стівен зумів захистити, тому що ніхто з молодих далі чвертьфіналу не пробився. У чомусь Гендрі був упевнений: він виграв уже 4 світових титули й величезну кількість інших турнірів, а молоді, попри всі прогнози фахівців, за світовий титул боротися не змогли.
У сезоні 1994/95 Гендрі виграв чемпіонат Великої Британії, перегравши Кена Догерті (10:5). Потім виграв Humo European Open, перегравши Джона Перрота (9:3). Однак на інших турнірах далі чвертьфіналів він не пройшов. Він програв О'Саллівану, Гіггінсу, Свейлу, Марку Джонстон-Аллену та іншим маловідомим гравцям. Ці поразки дозволяли скептично дивитися на талант Гендрі, але виграш світової першості в Найджела Бонда (18:9) знову розставило все на місця.
У наступному сезоні Гендрі виграв Гран-прі, Чемпіонат Великої Британії й Мастерс, а в інших турнірах «повилітав», і не з таким рахунком, що личить чинному чемпіонові світу. Проте Стівен став шестиразовим чемпіоном світу, перемігши Пітера Ебдона (18:12), і зрівнявся за цим показником з Реєм Ріардоном і Стівом Девісом. Це було дуже важливо для Стівена, і він був налаштований завоювати сьомий титул.
у сезоні 1996/97 Гендрі став п'ятиразовим чемпіоном Великої Британії, виграв Welsh Open, International Open, Liverpool Victoria Charity Challenge, і Benson & Hedges Irish Masters, після чого, як звичайно, вийшов до фіналу чемпіонату світу. Здавалося, що він зможе досягти сьомого титулу. Однак він натрапив на рішучий опір Кена Догерті, що, багато програючи під час матчу, зумів перемогти 18:12.
Стівен був упевнений, що поверне собі чемпіонське звання, але в наступному році він програв у першому ж раунді Джиммі Вайту, у якого він вигравав у чотирьох фіналах. Справи пішли гірше, ніж він припускав, тому що Джон Гіггінс, завоювавши звання чемпіона світу, посів перший номер світового рейтингу, який Стівен старанно оберігав протягом восьми років.
Він дуже пишався своїм статусом «першого гравця» у світі й узявся за відновлення цього положення, що виявилося не так просто. На той час було четверо провідних гравців, які ділили між собою більшість перемог у рейтингових турнірах: Стівен Гендрі, Джон Гіггінс, Ронні О'Салліван і Марк Вільямс. Відтоді їх стали називати «Великою четвіркою». Але Гендрі все-таки зумів завоювати сьоме звання чемпіона світу 1999 року, вигравши в Марка Вільямса (18:11), проте не зумів повернути собі перший номер світового рейтингу. Він почав наступний сезон, вигравши Champions Cup і British Open, але перший рядок рейтингу залишався для нього недосяжним.

### Наступна кар'єра (1999—2006)
З кожним сезоном гра Гендрі вгасала. Його талант, що розкрився в 18, на початку XXI сторіччя дозволяв віднести Стівена до старої гвардії. Він продовжував вигравати чимало турнірів, але це був уже не той майстер, що втримував перший рядок рейтингу 8 років поспіль. На превеликий подив, Гендрі переміг 2002 року Ронні О'Саллівана, що захищав свій світовий титул (17:13), і зробив вагому заявку на восьмий світовий титул. У фіналі він знову зустрівся з Пітером Ебдоном, який у нервовому закінченні матчу із численними помилками все ж вирвав перемогу в Стівена з рахунком 18:17. І хоча Гендрі помстився Ебдону наступного сезону, розраховувати на щось визначне йому вже не доводилося.
На чемпіонаті світу 2003 він програв Марку Вільямсу (7:13), а за весь сезон виграв лише один титул — Welsh Open. Гра Гендрі стала скоріше класикою, ніж серйозною погрозою для Вільямса, О'Саллівана й навіть для молодого Пола Гантера.
У сезоні 2003/04 він виграв British Open, блискуче перегравши Ронні О'Саллівана у фіналі з рахунком 9:6. Майже кожна партія фіналу була шедевром, обидва гравці були в чудовій формі, зробили багато сенчурі-брейків. На чемпіонаті Великої Британії Гендрі продовжував перебувати в блискучій формі й дійшов до фіналу, де перспективний Меттью Стівенс у завзятій боротьбі залишив Гендрі лише фіналістом. На чемпіонаті світу Стівен зазнав нищівної поразки від Ронні О'Саллівана (4:17).
сезон 2004/05 виявився якщо не захоплюючим, то дуже напруженим. Гендрі продовжував працювати в тісному співробітництві із тренером, Террі Гріффітсом, і їх зусилля привели до перемоги на Malta Cup і участі у фіналах на Welsh Open, де він поступився в завзятому двобої Ронні О'Саллівану у вирішальному фреймі (8:9) і на China Open, де він програв новому юному азійському даруванню Діну Цзюньхуею (5:9). І хоча Стівен чи не жахливо виступив на чемпіонаті світу, програвши у чвертьфіналі Меттью Стівенсу (11:13), і навіть дав волю своїм почуттям на прес-конференції із приводу своєї гри, нагородою за зусилля в сезоні стало повернення на другий рядок світового рейтингу.
сезон 2005/06 став для Гендрі провальним. Найкращим досягненням став півфінал чемпіонату Великої Британії, де його переміг Стів Девіс, 9:6. Програш чекав Стівена й у фіналі Прем'єр-ліги. Тут Ронні в матчі «в одні ворота» розгромив Стівена (6:0). Стівен програв у першому раунді Masters Алану Макманусу (4:6), а потім не зумів захистити титул чемпіона Мальти. Жвавий початок — перемога над Нілом Робертсоном (5:1), (до того ж Гендрі зробив у цьому матчі аж 4 сенчурі) призвела до поразки від Джона Гіггінса (2:5) у чвертьфіналі. Не завдалася гра й на інших турнірах. У результаті конкуренція між ним і Ронні О'Салліваном за перше місце мала б скінчитись, тому що обидва провели сезон погано. Гендрі на додачу до всього програв у першому раунді чемпіонату світу Найджелу Бонду (9:10) на переграванні на чорній кулі. Але, як не парадоксально, Гендрі за підсумками цього сезону знову став першим. Трапилося те, що не вдавалося йому, починаючи з 1998 року, однак за збігом обставин, а не через сильну гру Стівена.

### Останні роки(2007-2012)

#### Сезон 2006/07
У сезоні 2006/07 Гендрі програв у другому раунді турніру Трофей Північної Ірландії Стівену Лі 4:5. Поступився в першому раунді Pot Black Cup Кену Догерті. На Гран-прі він показав безпрецедентну гру, поступившись всім гравцям у своїй групі, крім Марка Селбі, й закінчивши виступ на останньому місці. Стівен не зумів пробитися в основні змагання Прем'єр-ліги й посів лише 6 місце в груповому етапі. Реабілітація настала на чемпіонаті Великої Британії. Спочатку Гендрі ледве переміг Дейва Гарольда (9:7) але потім переграв Марка Вільямса (9:6). У чвертьфіналі Ронні О'Салліван відмовився продовжувати матч із ним, мотивувавши це своєю огидною грою, і здався за рахунку 1:4. У півфіналі Стівен здолав Грема Дотта, і здавалося б, повернувся до еліти снукеру. Але у фіналі він безнадійно програв Пітеру Ебдону (6:10), хоча спочатку вів у рахунку 3:1. На Мастерс Гендрі програв Діну Цзюньхуею в півфіналі, однак йому вдалося дійти до чвертьфіналу на Мальті, де він поступився у вирішальному фреймі Алістеру Картеру. На Мальті шотландець зробив свій рекордний — 700 - й — сенчурі-брейк у матчі з Мілкінсом. На Welsh Open він зазнав поразки від Ніла Робертсона (3:5). Гендрі забив чимало дуже важких куль і зумів скоротити відставання з 0:4 до 3:4, але у восьмій партії Ніл показав дуже сильну гру в низці відігравань і поставив важкий снукер, з якого Гендрі чудово вийшов. Але оскільки Стівен грав зі снукеру, у Ніла все-таки залишилася складна червона у середину, і поклавши її до лузи, Ніл, як виявилося, не дав Стівену більше підійти до столу. 
На China Open він поступився в першому раунді Марко Фу (4:5). На чемпіонаті світу він ледь здолав Девіда Гілберта (10:7), хоча спочатку програвав 1:5. У другому раунді Картер завдав Гендрі серйозної поразки (13:6). У результаті Стівен опустився до восьмого місця у рейтингу.

#### Сезон 2007/08
Перша половина сезона 2007/08, м'яко говорячи, не вдалася. Стівен на новому рейтинговому турнірі — Шанхай Мастерс — переміг лише Найджела Бонда, повернувши звичайно не весь «борг», але його частину за поразку на чемпіонаті світу 2006 у першому колі, а потім поступився Стівену Лі. Поступився в півфіналі Pot Black Шону Мерфі, спершу перегравши Ніла Робертсона. На Гран-прі до останнього матчу мав шанси на вихід із групи, але, програвши маловідомому Марку Девісу, у наступний раунд не вийшов. Вигравши перший матч, знову поступився Мерфі, цього разу на Northern Ireland Trophy 2007. На Чемпіонаті Великої Британії у першому раунді провів один зі своїх, що вже стали звичними, провальних матчів, цього разу з Марком Алленом, програвши 4:9. І тільки в Прем'єр-лізі Гендрі взяв непоганий старт, перемігши, наприклад, Ронні О'Саллівана, Джона Гіггінса, Ніла Робертсона. Але закінчилося все це поразкою в півфіналі від усе того ж Ронні (1:5).
У другій половині сезону на Мастерс 2008 Стівен у завзятій боротьбі поступився майбутньому чемпіонові — Марку Селбі (5:6), хоча й вів 5:3. На тепер уже не рейтинговій Мальті Стівену вдалося взяти гарний реванш у Селбі, де поступаючись 0:2, він виграв останні 4 фрейми. Потім обіграв Тоні Драго і була нічия з Стівеном Магуайром. Але у вирішальному матчі за вихід із групи Гендрі знову програв Мерфі, до то ж без шансів — 1:5, хоча тоді стало ясно, що в грі семиразового чемпіона світу є проблиски. І дійсно, на двох із трьох рейтингових турнірах, що залишилися: на Welsh Open і на головному старті сезону — чемпіонаті світу Стівен часом показував близьку до своєї найкращої форми гру й дійшов на обох турнірах до півфіналу, до того ж обидва рази програв майбутнім переможцям. На Welsh Open у півфіналі він ще раз зустрівся із Селбі й у важкому двобої поступився (4:6), продемонструвавши однак 2 сенчурі. І, нарешті, на чемпіонаті світу Гендрі в стартовому матчі взяв реванш в Аллена, але наскільки важким був матч! Після першої перерви Гендрі поступався (3:6), і в першому фреймі нової сесії Стівену вдалося відіграти в Аллена 2 необхідних йому снукери, після чого він блискуче зіграв позицію, що залишилася. Потім рахунок уже був 7:9, і Аллен мав кілька відмінних можливостей виграти матч. Але молодий Марк, що показував найкращу свою гру, виявив гарячність, а досвідчений Гендрі одержував у кожному з фреймів, що залишалися, шанси, й у вирішальні моменти був точним — перемога 10:9. Далі Гендрі впевнено переграв у матчі фаворита Діна Цзюньхуея (13:7), і з тим же рахунком Райана Дея. Складно сказати, що найбільше посприяло поразці в півфіналі від Ронні О'Саллівана (6:17) після рахунку 4:1 на користь Стівена, навіть попри те, що за словами Стівена, Ронні показав «найкращу гру, продемонстровану в матчах проти нього коли-небудь». За підсумками сезону Гендрі зміг здійнятися на 2 рядки офіційного рейтингу, тобто на 6-ю позицію.

#### Сезон 2008/09
Початок сезону 2008/09 Гендрі провів не найкращим чином. На багатьох турнірах він вибув у першому раунді, і тільки на Чемпіонаті Бахрейну дійшов до півфіналу, де програв Меттью Стівенсу (4:6). На Мастерс 2009 року Гендрі програв у першому ж матчі. На чемпіонаті світу 2009 року Гендрі в першому колі обіграв свого принципового суперника по початку XXI століттяа, Марка Вільямса, з рахунком 10:7, хоча поступався 5:7. У другому раунді його очікував інший принциповий опонент — Дін Цзюньхуей. Протягом усього матчу відчувалася перевага досвідченішого Гендрі, який зробив у третій вирішальній сесії фінальний ривок із брейком у 140 очок і, у підсумку, переміг з рахунком 13:10. У чвертьфіналі суперником Стівена став Шон Мерфі, обидва гравці показали відмінну гру, а Стівен у 7-му фреймі за рахунку 4:2 зробив максимальний брейк — 147 очок (9-й у кар'єрі та 2-й на чемпіонатах світу). Проте, за словами самого Гендрі, він не зміг упоратись з емоційним станом після такого досягнення й у підсумку програв з рахунком 11:13.

#### Сезон 2009/10
На Шанхай Мастерс Стівен пройшов до другого раунду завдяки вольовій перемозі над Маркусом Кэмпбеллом: з 0:4 Гендрі вирвав перемогу — 5:4. Однак, у другому колі він повністю поступився торішньому переможцеві турніру — Рікі Уолдену (1:5). 
У своєму першому матчі Прем'єр-ліги 2009 він зустрівся з Джаддом Трампом і поступився 2:4, хоча взяв два стартових фрейми, зробивши в першому черговий сенчурі. У другому матчі Гендрі переконливо переграв Ніла Робертсона (5:1) і знову зробив сенчурі-брейк. Третій матч — із Джоном Гіггінсом — завершився внічию, 3:3. У четвертому матчі — нічия з Ронні О'Салліваном, також 3:3. Чергова нічия, цього разу із Шоном Мерфі, 3:3. В останньому матчі групового етапу непрогнозовано розгромно поступився Марко Фу (1:5) і втратив можливість грати в півфіналі.
На Гран-прі у шотландському Глазго Гендрі перший матч з Меттью Селтом, виграв — 5:2. У другому поступився Марку Уільямсу (2:5). На Мастерс Гендрі знову поступився в першому раунді, цього разу Шону Мерфі (4:6). А на Welsh Open він пробився в друге коло, де вперше за кар'єру програв Раяну Дею — 3:5.
Уперше в сезоні Гендрі вийшов до 1/4 фіналу на China Open 2010, перемігши Ендрю Гіггінсона (5:2) і Дея (5:0). У третьому раунді він поступився Марку Аллену з рахунком 4:5. Через два тижні в Шеффілді Стівен дійшов до 1/8-ї, де з великим рахунком поступився Марку Селбі — 5:13. За результатами сезону, що став одним з найгірших для Гендрі за останні роки, він посів 11-ю позицію в рейтингу.

#### Сезон 2010/11

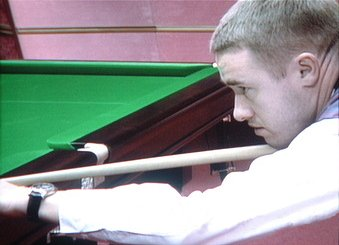
Стівен Гендрі біля стола.

На початку червня Гендрі виступив на нерейтинговому турнірі Wuxi Classic, де програв у другому раунді Шону Мерфі — 1:5.
У сезоні 2010/11 Гендрі жодного разу не дійшов до чвертьфіналу у рейтингових турнірах, а на чемпіонаті світу знов програв у 1/8-й і знову Марку Селбі (4:13). Але, завдяки тому, що Стівен протягом двох сезонів був єдиним з гравців з топ-16, що не програв жодного матчу першого раунду, йому все ж вдалось залишитись у топ-16 офіційного рейтингу. В цьому сезоні шотландець зробив всього 9 сенчурі-брейків (один із них — максимальний) — найнижчий для нього показник з кінця 80-х, коли він тільки починав кар'єру.

### Сенчурі-брейки та максимальні брейки
За свою кар'єру він зробив понад сімсот сімдесят сенчурі-брейків — у середньому по 28 сенчурі за сезон, і 52 сенчурі за один сезон (1994/95) (цей рекорд протримався 16 років, і був перевершений тільки у сезоні 2010/2011, завдяки значному збільшенню залікових турнірів (на 12)). Крім того, йому належить рекорд за кількістю сенчурі в одному турнірі — 16 (чемпіонат світу 2002) і в одному матчі — 7 (фінальний матч чемпіонату Великої Британії 1994 проти Кена Догерті). 
Максимальних брейків у Гендрі 11 (стільки ж скільки у Ронні О'Саллівана). Три з них — на чемпіонатах світу: 1995, 2009 та 2012 років. Останній максимум-брейк він зробив 21 квітня 2012 в ході матчу першого кола Чемпіонату Світу зі Стюартом Бінгемом при поточному рахунку 6:1.

### Рекорди
Стівену належать багато досягнень в снукері. Крім семи чемпіонських титулів він п'ятикратний чемпіон Великої Британії, шестиразовий чемпіон Мастерс (п'ять титулів він виграв поспіль, у 1989—1993), шестиразовий чемпіон Прем'єр-ліги й чотириразовий чемпіон Гран-прі. Усього на його рахунку 36 рейтингових титулів. Гендрі заробив снукером більше за будь-якого іншого гравця — близько 9 мільйонів фунтів стерлінгів. Також Гендрі довше за будь-кого з інших гравців перебував у топ-16 світового рейтингу — 24 сезони поспіль, до того ж 9 сезонів він був першим номером.

### Повернення до Мейнтуру
У сезоні 2020/2021 Стівен Гендрі оголосив про відновлення спортивної кар'єри і повернення до Мейнтуру. Це стало можливим завдяки наданню йому  дворічної вайлд-кард Міжнародною федерацією снукеру (World Snooker Tour). Але через пандемію коронавірусу в Британії повернення відбулося лише на початку травня 2021 року і вийшло невдалим: не зважаючи на 776-й сенчурі-брейк у кар'єрі, Стівен програв Метью Селту 4-1 у першому турі Gibraltar Open.
Під час кваліфікації до Чемпіонату світу 2021 Гендрі в першому раунді переміг Джиммі Вайта 6-3, але програв у наступному раунді китайському молодому гравцеві Сю Си (Xu Si) з рахунком 1-6 і вибув з кваліфікації.

## Досягнення в кар'єрі

### Чемпіонат світу
| - 1986 Програш у першому раунді 1. 1/16 фіналу: Віллі Торн 10:8 Стівен Гендрі - 1987 Чвертьфінал 1. 1/16 фіналу:Стівен Гендрі 10:7 Віллі Торн 2. 1/8 фіналу: Стівен Гендрі 13:3 Стів Лонгворт 3. Чвертьфінал: Джо Джонсон 13:12 Стівен Гендрі - 1988 1/8 фіналу 1. 1/16 фіналу: Стівен Гендрі 10:6 Дін Рейнольдс 2. 1/8 фіналу: Джиммі Вайт 13:12 Стівен Гендрі - 1989 Півфінал 1. 1/16 фіналу: Стівен Гендрі 10:9 Гері Вілкінсон 2. 1/8 фіналу: Стівен Гендрі 13:4 Віллі Торн 3. Чвертьфінал: Стівен Гендрі 13:5 Террі Гріффітс 4. Півфінал: Стів Девіс 16:9 Стівен Гендрі - 1990 Чемпіон 1. 1/16 фіналу: Стівен Гендрі 10:7 Ален Робіду 2. 1/8 фіналу: Стівен Гендрі 13:7 Тоні Мео 3. Чвертьфінал: Стівен Гендрі 13:6 Даррен Морган 4. Півфінал: Стівен Гендрі 16:11 Джон Перрот 5. Фінал: Стівен Гендрі 18:12 Джиммі Вайт - 1991 Чвертьфінал 1. 1/16 фіналу: Стівен Гендрі 10:4 Воррен Кінг 2. 1/8 фіналу: Стівен Гендрі 13:8 Ален Робіду 3. Чвертьфінал: Стів Джеймс 13:11 Стівен Гендрі - 1992 Чемпіон 1. 1/16 фіналу: Стівен Гендрі 10:3 Стівен Мерфі (снукерист) 2. 1/8 фіналу: Стівен Гендрі 13:10 Джеймс Ваттана 3. Чвертьфінал: Стівен Гендрі 13:6 Дін О'Кейн 4. Півфінал: Стівен Гендрі 16:4 Террі Гріффітс 5. Фінал: Стівен Гендрі 18:14 Джиммі Вайт - 1993 Чемпіон 1. 1/16 фіналу: Стівен Гендрі 10:1 Денні Фаулер 2. 1/8 фіналу: Стівен Гендрі 13:4 Даррен Морган 3. Чвертьфінал: Стівен Гендрі 13:7 Найджел Бонд 4. Півфінал: Стівен Гендрі 16:9 Алан Макманус 5. Фінал: Стівен Гендрі 18:5 Джиммі Вайт - 1994 Чемпіон 1. 1/16 фіналу: Стівен Гендрі 10:1 Саррінда Гілл 2. 1/8 фіналу: Стівен Гендрі 13:2 Дейв Гарольд 3. Чвертьфінал: Стівен Гендрі 13:8 Найджел Бонд 4. Півфінал: Стівен Гендрі 16:9 Стів Девіс 5. Фінал: Стівен Гендрі 18:17 Джиммі Вайт | - 1995 Чемпіон 1. 1/16 фіналу: Стівен Гендрі 10:3 Стефан Мазроціс 2. 1/8 фіналу: Стівен Гендрі 13:6 Тоні Драго 3. Чвертьфінал: Стівен Гендрі 13:8 Ронні О'Салліван 4. Півфінал: Стівен Гендрі 16:12 Джиммі Вайт (у цьому матчі Гендрі зробив свій перший 147 на чемпіонатах світу) 5. Фінал: Стівен Гендрі 18:9 Найджел Бонд - 1996 Чемпіон 1. 1/16 фіналу: Стівен Гендрі 10:8 Джейсон Фергюсон 2. 1/8 фіналу: Стівен Гендрі 13:7 Гері Вілкінсон 3. Чвертьфінал: Стівен Гендрі 13:5 Даррен Морган 4. Півфінал: Стівен Гендрі 16:7 Найджел Бонд 5. Фінал: Стівен Гендрі 18:12 Пітер Ебдон - 1997 Фінал 1. 1/16 фіналу: Стівен Гендрі 10:6 Енді Гікс 2. 1/8 фіналу: Стівен Гендрі 13:8 Марк Вільямс 3. Чвертьфінал: Стівен Гендрі 13:10 Даррен Морган 4. Півфінал: Стівен Гендрі 17:13 Джеймс Ваттана 5. Фінал: Кен Догерті 18:12 Стівен Гендрі - 1998 Програш у першому раунді 1. 1/16 фіналу: Джиммі Вайт 10:4 Стівен Гендрі - 1999 Чемпіон 1. 1/16 фіналу: Стівен Гендрі 10:8 Пол Гантер 2. 1/8 фіналу: Стівен Гендрі 13:7 Джеймс Ваттана 3. Чвертьфінал: Стівен Гендрі 13:5 Меттью Стівенс 4. Півфінал: Стівен Гендрі 17:13 Ронні О'Салліван 5. Фінал: Стівен Гендрі 18:11 Марк Вільямс - 2000 Програш у першому раунді 1. 1/16 фіналу: Стюарт Бінгем 10:7 Стівен Гендрі - 2001 Чвертьфінал 1. 1/16 фіналу: Стівен Гендрі 10:5 Марк Девіс 2. 1/8 фіналу: Стівен Гендрі 13:5 Пол Гантер 3. Чвертьфінал: Меттью Стівенс 13:5 Стівен Гендрі - 2002 Фінал 1. 1/16 фіналу: Стівен Гендрі 10:4 Шон Мерфі 2. 1/8 фіналу: Стівен Гендрі 13:3 Ентоні Девіс 3. Чвертьфінал: Стівен Гендрі 13:12 Кен Догерті 4. Півфінал: Стівен Гендрі 17:13 Ронні О'Салліван 5. Фінал: Пітер Ебдон 18:17 Стівен Гендрі | - 2003 Чвертьфінал 1. 1/16 фіналу: Стівен Гендрі 10:7 Гері Вілкінсон 2. 1/8 фіналу: Стівен Гендрі 13:11 Дрю Генрі 3. Чвертьфінал: Марк Вільямс 13:7 Стівен Гендрі - 2004 Півфінал 1. 1/16 фіналу: Стівен Гендрі 10:2 Стюарт Петтман 2. 1/8 фіналу: Стівен Гендрі 13:12 Баррі Пінчес 3. Чвертьфінал: Стівен Гендрі 13:3 Ян Маккалох 4. Півфінал: Ронні О'Салліван 17:4 Стівен Гендрі - 2005 Чвертьфінал 1. 1/16 фіналу: Стівен Гендрі 10:7 Ніл Робертсон 2. 1/8 фіналу: Стівен Гендрі 13:3 Ентоні Гамільтон 3. Чвертьфінал: Меттью Стівенс 13:11 Стівен Гендрі - 2006 Програш у першому раунді 1. 1/16 фіналу: Найджел Бонд 10:9 Стівен Гендрі - 2007 1/8 фіналу 1. 1/16 фіналу: Стівен Гендрі 10:7 Девід Гілберт 2. 1/8 фіналу: Алістер Картер 13:6 Стівен Гендрі - 2008 Півфінал 1. 1/16 фіналу: Стівен Гендрі 10:9 Марк Аллен 2. 1/8 фіналу: Стівен Гендрі 13:7 Дін Цзюньхуей 3. Чвертьфінал: Стівен Гендрі 13:7 Райан Дей 4. Півфінал: Ронні О'Салліван 17:6 Стівен Гендрі - 2009 Чвертьфінал 1. 1/16 фіналу: Стівен Гендрі 10:7 Марк Вільямс 2. 1/8 фіналу: Стівен Гендрі 13:10 Дін Цзюньхуей 3. Чвертьфінал: Шон Мерфі 13:11 Стівен Гендрі (у цьому матчі Гендрі зробив свій другий 147 на чемпіонатах світу) - 2010 1/8 фіналу 1. 1/16 фіналу: Стівен Гендрі 10:9 Чжан Анда 2. 1/8 фіналу: Марк Селбі 13:5 Стівен Гендрі - 2011 1/8 фіналу 1. 1/16 фіналу: Стівен Гендрі 10:9 Джо Перрі 2. 1/8 фіналу: Марк Селбі 13:4 Стівен Гендрі |

| Чемпіонат Великої Британії - 1988 Друге місце. Фінальний рахунок: Стівен Гендрі 12:16 Дуг Маунтджой - 1989 Чемпіон. Фінальний рахунок: Стівен Гендрі 16:12 Стів Девіс - 1990 Чемпіон. Фінальний рахунок: Стівен Гендрі 16:15 Стів Девіс - 1993 Друге місце. Фінальний рахунок: Стівен Гендрі 6:10 Ронні О'Салліван - 1994 Чемпіон. Фінальний рахунок: Стівен Гендрі 10:5 Кен Догерті - 1995 Чемпіон. Фінальний рахунок: Стівен Гендрі 10:3 Пітер Ебдон - 1996 Чемпіон. Фінальний рахунок: Стівен Гендрі 10:9 Джон Гіггінс - 1997 Друге місце. Фінальний рахунок: Стівен Гендрі 6:10 Ронні О'Салліван - 2003 Друге місце. Фінальний рахунок: Стівен Гендрі 8:10 Меттью Стівенс - 2006 Друге місце. Фінальний рахунок: Стівен Гендрі 6:10 Пітер Ебдон Гран-прі - 1987 Чемпіон. Фінальний рахунок: Стівен Гендрі 10:7 Денніс Тейлор - 1990 Чемпіон. Фінальний рахунок: Стівен Гендрі 10:5 Найджел Бонд - 1991 Чемпіон. Фінальний рахунок: Стівен Гендрі 10:6 Стів Девіс - 1995 Чемпіон. Фінальний рахунок: Стівен Гендрі 9:5 Джон Гіггінс British Open - 1988 Чемпіон. Фінальний рахунок: Стівен Гендрі 13:2 Майк Галлетт - 1991 Чемпіон. Фінальний рахунок: Стівен Гендрі 10:9 Гері Вілкінсон - 1997 Друге місце. Фінальний рахунок: Стівен Гендрі 2:9 Марк Вільямс - 1998 Друге місце. Фінальний рахунок: Стівен Гендрі 8:9 Джон Гіггінс - 1999 Чемпіон. Фінальний рахунок: Стівен Гендрі 9:5 Пітер Ебдон - 2003 Чемпіон. Фінальний рахунок: Стівен Гендрі 9:6 Ронні О'Салліван Мастерс - 1989 Чемпіон. Фінальний рахунок: Стівен Гендрі 9:6 Джон Перрот - 1990 Чемпіон. Фінальний рахунок: Стівен Гендрі 9:4 Джон Перрот - 1991 Чемпіон. Фінальний рахунок: Стівен Гендрі 9:8 Майк Галлетт - 1992 Чемпіон. Фінальний рахунок: Стівен Гендрі 9:4 Джон Перрот - 1993 Чемпіон. Фінальний рахунок: Стівен Гендрі 9:5 Джеймс Ваттана - 1994 Друге місце. Фінальний рахунок: Стівен Гендрі 8:9 Алан Макманус - 1996 Чемпіон. Фінальний рахунок: Стівен Гендрі 10:5 Ронні О'Салліван - 1998 Друге місце. Фінальний рахунок: Стівен Гендрі 9:10 Марк Вільямс - 2003 Друге місце. Фінальний рахунок: Стівен Гендрі 4:10 Марк Вільямс Welsh Open - 1992 Чемпіон. Фінальний рахунок: Стівен Гендрі 9:3 Даррен Морган - 1997 Чемпіон. Фінальний рахунок: Стівен Гендрі 9:2 Марк Кінг - 1999 Друге місце. Фінальний рахунок: Стівен Гендрі 8:9 Марк Вільямс - 2003 Чемпіон. Фінальний рахунок: Стівен Гендрі 9:5 Марк Вільямс - 2005 Друге місце. Фінальний рахунок: Стівен Гендрі 8:9 Ронні О'Салліван Премь'єр-лига - 1988 Друге місце в груповому етапі, переможець — Стів Девіс - 1990 Друге місце в груповому етапі, переможець — Стів Девіс - 1991 Перемога в груповому етапі, переможець — Стів Девис - 1992 Чемпіон. Фінальний рахунок: Стівен Гендрі 9:2 Стів Девіс - 1994 Чемпіон. Фінальний рахунок: Стівен Гендрі 10:7 Джон Перрот - 1995 Чемпіон. Фінальний рахунок: Стівен Гендрі 10:2 Кен Догерті - 1997 Друге місце. Фінальний рахунок: Стівен Гендрі 8:10 Ронні О'Салліван - 2000 Чемпіон. Фінальний рахунок: Стівен Гендрі 9:5 Марк Вільямс - 2001 Друге місце. Фінальний рахунок: Стівен Гендрі 7:9 Ронні О'Салліван - 2004 Чемпіон. Фінальний рахунок: Стівен Гендрі 9:6 Джон Гіггінс - 2005 Друге місце. Фінальний рахунок: Стівен Гендрі 0:6 Ронні О'Салліван | Euroupean Open/Malta Cup - 1990 Друге місце. Фінальний рахунок: Стівен Гендрі 6:10 Джон Перрот - 1993 Друге місце. Фінальний рахунок: Стівен Гендрі 4:10 Стів Девіс - 1993 Чемпіон. Фінальний рахунок: Стівен Гендрі 9:5 Ронні О'Салліван - 1994 Чемпіон. Фінальний рахунок: Стівен Гендрі 9:3 Джон Перрот - 2001 Чемпіон. Фінальний рахунок: Стівен Гендрі 9:2 Джо Перрі - 2003 Друге місце. Фінальний рахунок: Стівен Гендрі 6:9 Ронні О'Салліван - 2005 Чемпіон. Фінальний рахунок: Стівен Гендрі 9:7 Грем Дотт Malta Grand Prix - 1998 Чемпіон. Фінальний рахунок: Стівен Гендрі 7:6 Кен Догерті - 2001 Чемпіон. Фінальний рахунок: Стівен Гендрі 7:1 Марк Вільямс Asian Open/China Open - 1989 Чемпіон. Фінальний рахунок: Стівен Гендрі 9:6 Джеймс Ваттана - 1990 Чемпіон. Фінальний рахунок: Стівен Гендрі 9:3 Денніс Тейлор - 2005 Друге місце. Фінальний рахунок: Стівен Гендрі 5:9 Дін Цзюньхуей Dubai Classic - 1989 Чемпіон. Фінальний рахунок: Стівен Гендрі 9:2 Дуг Маунтджой - 1990 Чемпіон. Фінальний рахунок: Стівен Гендрі 9:1 Стів Девіс - 1992 Друге місце. Фінальний рахунок: Стівен Гендрі 8:9 Джон Перрот - 1994 Чемпіон. Фінальний рахунок: Стівен Гендрі 9:3 Стів Девіс International Open - 1989 Друге місце. Фінальний рахунок: Стівен Гендрі 4:9 Стів Девіс - 1993 Чемпіон. Фінальний рахунок: Стівен Гендрі 10:6 Стів Девіс - 1997 Чемпіон. Фінальний рахунок: Стівен Гендрі 9:1 Тоні Драго Thailand Masters - 1998 Чемпіон. Фінальний рахунок: Стівен Гендрі 9:6 Джон Перрот - 2000 Друге місце. Фінальний рахунок: Стівен Гендрі 5:9 Марк Вільямс - 2001 Друге місце. Фінальний рахунок: Стівен Гендрі 3:9 Кен Догерті Scottish Open - 1999 Чемпіон. Фінальний рахунок: Стівен Гендрі 9:1 Грем Дотт Scottish Masters - 1989 Чемпіон. Фінальний рахунок: Стівен Гендрі 10:1 Террі Гріффітс - 1990 Чемпіон. Фінальний рахунок: Стівен Гендрі 10:6 Террі Гріффітс - 1994 Друге місце. Фінальний рахунок: Стівен Гендрі 7:9 Кен Догерті - 1995 Чемпіон. Фінальний рахунок: Стівен Гендрі 9:5 Пітер Ебдон - 2000 Друге місце. Фінальний рахунок: Стівен Гендрі 6:9 Ронні О'Салліван Irish Masters - 1989 Друге місце. Фінальний рахунок: Стівен Гендрі 8:9 Алекс Гіггінс - 1992 Чемпіон. Фінальний рахунок: Стівен Гендрі 9:6 Кен Догерті - 1995 Друге місце. Фінальний рахунок: Стівен Гендрі 8:9 Пітер Ебдон - 1997 Чемпіон. Фінальний рахунок: Стівен Гендрі 9:8 Даррен Морган - 1999 Чемпіон. Фінальний рахунок: Стівен Гендрі 9:8 Стівен Лі - 2000 Друге місце. Фінальний рахунок: Стівен Гендрі 4:9 Джон Гіггінс - 2001 Друге місце. Фінальний рахунок: Стівен Гендрі 8:9 Ронні О'Салліван Трофей Північної Ірландії - 2005 Друге місце. Фінальний рахунок: Стівен Гендрі 7:9 Меттью Стівенс Pot Black Cup - 1991 Друге місце. Фінальний рахунок: Стівен Гендрі 1:2 Стів Девіс Scottish Professional Championship - 1986 Чемпіон. Фінальний рахунок: Стівен Гендрі 10:5 Метт Гібсон - 1987 Чемпіон. Фінальний рахунок: Стівен Гендрі 10:7 Джім Доннеллі - 1988 Чемпіон. Фінальний рахунок: Стівен Гендрі 10:4 Мердо Маклауд | Liverpool Victoria Charity Challenge/Champion's Cup - 1995 Чемпіон. Фінальний рахунок: Стівен Гендрі 9:1 Денніс Тейлор - 1997 Чемпіон. Фінальний рахунок: Стівен Гендрі 9:8 Ронні О'Салліван - 1999 Чемпіон. Фінальний рахунок: Стівен Гендрі 7:5 Марк Вільямс Red Bull Champions Super League - 1998 Друге місце в груповому етапі, переможець — Стів Девіс Red Bull Super Challenge - 1998 Перемога в груповому етапі, друге місце — Джон Гіггінс Top Rank Classic - 1995 Перемога в груповому етапі, друге місце — Джиммі Вайт - 1996 Перемога в груповому етапі, друге місце — немає даних Kent Classic - 1992 Друге місце. Фінальний рахунок: Стівен Гендрі 5:6 Джон Перрот Indian Challenge - 1991 Чемпіон. Фінальний рахунок: Стівен Гендрі 9:5 Джон Перрот 555 BCE Belgian Challenge - 1991 Друге місце. Фінальний рахунок: Стівен Гендрі 9:10 Стів Девіс Continental Airlines London Masters - 1988 Чемпіон. Фінальний рахунок: Стівен Гендрі 4:2 Джон Перрот - 1989 Чемпіон. Фінальний рахунок: Стівен Гендрі 4:2 Джон Перрот - 1990 Друге місце. Фінальний рахунок: Стівен Гендрі 0:4 Стів Девіс European Challenge - 1992 Чемпіон. Фінальний рахунок: Стівен Гендрі 4:0 Джо Джонсон - 1993 Чемпіон. Фінальний рахунок: Стівен Гендрі 5:3 Тоні Драго Hong Kong Challenge - 1991 Чемпіон. Фінальний рахунок: Стівен Гендрі 9:1 Джеймс Ваттана Hong Kong Masters - 1987 Друге місце. Фінальний рахунок: Стівен Гендрі 3:9 Стів Девіс Mercantile Credit Classic - 1991 Друге місце. Фінальний рахунок: Стівен Гендрі 4:10 Джиммі Вайт - 1992 Друге місце. Фінальний рахунок: Стівен Гендрі 8:9 Стів Девіс Norwich Union Grand Prix - 1991 Друге місце. Фінальний рахунок: Стівен Гендрі 4:5 Джо Джонсон New Zealand Masters - 1988 Чемпіон. Фінальний рахунок: Стівен Гендрі 6:1 Майк Галлетт Australian Masters - 1988 Чемпіон. Фінальний рахунок: Стівен Гендрі 371—226 Майк Галлетт (сумарний рахунок за підсумками п'яти фреймів) Pontins Professional Championship - 1988 Чемпіон. Фінальний рахунок: Стівен Гендрі 9:6 Майк Галлетт World Doubles Championship - 1986 Друге місце. Фінальний рахунок: Стівен Гендрі й Майк Галлетт 3:12 Стів Девіс і Тоні Мео - 1987 Чемпіони. Фінальний рахунок: Стівен Гендрі й Майк Галлетт 12:8 Кліфф Торбурн і Денніс Тейлор World Masters Doubles - 1991 Чемпіони. Фінальний рахунок: Стівен Гендрі й Майк Галлетт 8:5 Джим Віч і Бреді Голлан |

## Статистика виступів у найпрестижніших турнірах
Результати у турнірах, які належать до Triple Crown.
| Турнір                     | 1985/ 1986 | 1986/ 1987 | 1987/ 1988 | 1988/ 1989 | 1989/ 1990 | 1990/ 1991 | 1991/ 1992 | 1992/ 1993 | 1993/ 1994 | 1994/ 1995 | 1995/ 1996 | 1996/ 1997 | 1997/ 1998 | 1998/ 1999 | 1999/ 2000 | 2000/ 2001 | 2001/ 2002 | 2002/ 2003 | 2003/ 2004 | 2004/ 2005 | 2005/ 2006 | 2006/ 2007 | 2007/ 2008 | 2008/ 2009 | 2009/ 2010 | 2010/ 2011 | 2011/ 2012 | Career W-L |
| -------------------------- | ---------- | ---------- | ---------- | ---------- | ---------- | ---------- | ---------- | ---------- | ---------- | ---------- | ---------- | ---------- | ---------- | ---------- | ---------- | ---------- | ---------- | ---------- | ---------- | ---------- | ---------- | ---------- | ---------- | ---------- | ---------- | ---------- | ---------- | ---------- |
| Чемпіонат Великої Британії | A          | A          | A          | F          | W          | W          | SF         | QF         | F          | W          | W          | W          | F          | 1R         | SF         | SF         | QF         | QF         | F          | 2R         | SF         | F          | 1R         | 1R         | 2R         | 2R         | 1R         | 5 / 24     |
| Мастерс                    | A          | A          | A          | W          | W          | W          | W          | W          | F          | QF         | W          | QF         | F          | 1R         | QF         | SF         | QF         | F          | 1R         | QF         | 1R         | SF         | 1R         | 1R         | 1R         | 1R         | A          | 6 / 23     |
| Чемпіонат світу            | 1R         | QF         | 2R         | SF         | W          | QF         | W          | W          | W          | W          | W          | F          | 1R         | W          | 1R         | QF         | F          | QF         | SF         | QF         | 1R         | 2R         | SF         | QF         | 2R         | 2R         | QF         | 7 / 27     |

| Умовні позначення | Умовні позначення              | Умовні позначення | Умовні позначення                 |
| ----------------- | ------------------------------ | ----------------- | --------------------------------- |
| A                 | не брав участі в турнірі       | #R                | програв у кваліфікаційних раундах |
| QF                | дійшов до чвертьфіналу турніру | SF                | дійшов до півфиналу турніру       |
| F                 | дійшов до фіналу, фіналіст     | W                 | став переможцем турніру           |

## Місця у світовому рейтингу
| Сезон   | Місце |
| ------- | ----- |
| 1985/86 | Дебют |
| 1986/87 | 51    |
| 1987/88 | 23    |
| 1988/89 | 4     |
| 1989/90 | 3     |
| 1990/91 | 1     |
| 1991/92 | 1     |
| 1992/93 | 1     |
| 1993/94 | 1     |
| 1994/95 | 1     |
| 1995/96 | 1     |
| 1996/97 | 1     |
| 1997/98 | 1     |
| 1998/99 | 2     |
| 1999/00 | 2     |
| 2000/01 | 3     |
| 2001/02 | 5     |
| 2002/03 | 6     |
| 2003/04 | 2     |
| 2004/05 | 3     |
| 2005/06 | 2     |
| 2006/07 | 1     |
| 2007/08 | 8     |
| 2008/09 | 6     |
| 2009/10 | 10    |
| 2010/11 | 11    |
| 2011/12 | 16    |